# Инфекционный психоз
Инфекционный психоз — психотическое расстройство, которое может возникнуть на разных этапах течения инфекционного заболевания.

## Помрачение сознания
В остром периоде может развиться помрачение сознания в форме делирия, реже аменции.
При делириозном синдроме появляются множественные зрительные галлюцинации фантастического или устрашающего характера. Больной отрешён от окружающего, не ориентируется во времени и обстановке, но ориентировка в собственной личности сохраняется. Больные испытывают страх, беспокойны.
Аментивное помрачение сознания сопровождается глубокой растерянностью, аффектом недоумения, инкогерентностью (бессвязностью мышления и речи в виде бессмысленного набора слов), иногда с отдельными бредовыми идеями. Отмечается дезориентировка в месте и собственной личности. Больные возбуждены, не отвечают на вопросы. Настроение изменчивое. Длительность такого состояния — от нескольких дней, до нескольких недель. Сопровождается амнезией — после выздоровления больные не помнят острого периода болезни.

## Особенности
Несмотря на определённую общность в развитии психических нарушений при острых инфекционных заболеваниях, при некоторых болезнях можно отметить присущие им особенности.
Бешенство
В инициальном периоде подавленное настроение, безотчётная тревога. На пике интенсивности заболевания сознание помрачается, развивается возбуждение, речь становится спутанной.
Болезнь Боткина
Подавленное настроение, тревога, замедление мышления. Эпизодически возникает помрачение сознания с обильными зрительными и слуховыми галлюцинациями.
Брюшной тиф
В первом периоде болезни — угнетение психики, вялость, астения. На пике интенсивности заболевания может возникать кратковременный делирий с обилием зрительных галлюцинаций и двигательным возбуждением и доходить до аментивного помрачения сознания.
Грипп
Психические нарушения характеризуются астенией, на фоне которой развивается депрессия с суицидальными мыслями. В тяжёлых случаях может развиваться делирий с резким двигательным возбуждением, иногда с поражением черепных нервов. Психозы длятся несколько дней. Обычно больные выздоравливают. Гриппозный психоз с сосудистым поражением токсического и воспалительного характера иногда заканчивается летально.
Малярия
На пике приступа может возникать делириозное помрачение сознания с обильными сценоподобными галлюцинациями, дезориентировкой в окружающем, переходить в аментивное состояние. Продолжаются от нескольких часов до нескольких дней.
Сыпной тиф
Делириозное помрачение сознания, на пике болезни развитие бреда «двойника»: больному кажется, что рядом с ним лежит другой человек. Могут появляться бредовые идеи воздействия: больному кажется, что его тело разрывают на части. Настроение тревожно-подавленное, больные возбуждены, им кажется что они куда-то летят, проваливаются, присутствуют при катастрофах. Психоз обычно заканчивается продолжительным сном, выраженной астенией. Может наблюдаться резидуальный бред, когда больные продолжают быть уверенными в своём бреде по выходе из помрачения сознания.